# أسطورة رعب المستنقعات
أسطورة رعب المستنقعات للكاتب أحمد خالد توفيق هي العدد رقم 23 من سلسلة ما وراء الطبيعة.

## ملخص الرواية
أندرو ماكجواير شخص غريب الأطوار يعشق الرعب منذ صغره وأدى ذلك إلى قتله لسكرتيرة حسناء تدعى ساندرا بيكيت ووارى جثتها في المستنقع على سبيل تقليده لأسلوب قبائل السلت الشهير. ثم يأتي بزوجته هيلين وصديقيه جون وسارة ستوكلى ليمارس عليهم الاعيبه في بيته القريب من المستنقعات المخيفة. ثم يردد الكلمات السبع الخاصة بقبائل السلت ويختطف سارة ويقتلها ووارى جثتها في المستنقع كما فعل مع ساندرا. يكتشف جون وهيلين ذلك ويذهبون ليبحثوا عن سارة ويموت جون نتيجة لوقوعه في المستنقع وتعود هيلين مرعوبة لتجد ان زوجها قد قتل على يد ساندرا التي عادت لتنتقم منهم جميعا. وفي النهاية تموت هيلين على يد ساندرا التي عادت لتنتقم من قاتلها ومن معه.

## شخصيات الرواية
- هيلين ماكجواير:زوجة أندرو ماكجواير.
- اندرو ماكجواير:زوج هيلين غريب الاطوار.
- ساندرا بيكيت:السكرتيرة الحسناء التي قتلها اندرو ووارى جثتها في المستنقع.
- جون ستوكلى:صديق اندرو وهيلين وزوج سارة ستوكلى.
- سارة ستوكلى:زوجة جون ستوكلى وصديقة اندرو وهيلين.